# Pulanie
Pulanie − urodzeni na Bliskim Wschodzie potomkowie przybyłych do Jerozolimy podczas I krucjaty. Pulanie byli przez część europejskiego rycerstwa uważani za zdrajców, gdyż dobrze znali zwyczaje i język arabski, często nie odróżniali się od muzułmanów stylem życia, a także byli zwolennikami pokoju z wyznawcami islamu jako jedynej szansy na przetrwanie państw chrześcijan w tamtym regionie.